# Lampropholis delicata
Lampropholis delicata är en ödleart som beskrevs av  De Vis 1888. Lampropholis delicata ingår i släktet Lampropholis och familjen skinkar. Inga underarter finns listade i Catalogue of Life.